# Jessie Reyez
Jessica Reyez (Toronto, 12 juni 1991) is een Canadese singer-songwriter.
Reyez schreef nummers voor Calvin Harris en Normani, onder andere de hit One Kiss, en heeft meerdere keren samengewerkt met Eminem. Haar debuutalbum, Before Love Came to Kill Us, verscheen op 27 maart 2020. Haar debuut-ep Kiddo werd vier keer genomineerd voor de Juno Awards, de belangrijkste Canadese muziekprijzen. Ze won uiteindelijk de prijs voor beste doorgebroken artiest. Verder bracht ze in maart 2020 haar debuutalbum Before Love Came to Kill Us uit. Op 27 januari 2023 verscheen het album Gloria van Sam Smith. Reyez is te horen in de nummers 'Perfect', 'Gimme' en 'I'm Not Here to Make Friends'.

## Discografie
Studioalbums
- Before Love Came to Kill Us (2020)
- Yessie (2022)

## Tournees
Als belangrijkste artiest
- The Kiddo Tour (2018)
- Before Love Came to Kills Us Tour (2020)
- Yessie (2023)

Als voorprogramma
- PartyNextDoor - European Tour (2014)
- Halsey - Hopeless Fountain Kingdom Tour (2018)
- Billie Eilish - Where Do We Go? World Tour (2020) & Happier Than Ever, The World Tour (2022)